# Формула-1 — Гран-прі Бельгії 2011
Гран-прі Бельгії 2011 (офіційно 2011 Formula 1 Shell Belgian Grand Prix) — автогонка чемпіонату світу «Формули-1», яка пройшла 27 серпня 2011 року на трасі Спа-Франкоршам в Бельгії. Це була дванадцята гонка сезону 2011 Формули-1.

## Звіт

### Кваліфікація
За півгодини до початку кваліфікації з'явилося сонце, місцями підсох асфальт, але гонщики розпочали сесію на проміжній гумі.
На початку першої кваліфікаційної сесії на прямій після сьомого повороту болід Міхаеля Шумахера втратив заднє праве колесо і врізався у захисний бар'єр.
За хвилину до кінця першої сесії знову почався дощ. Протокол очолив Дженсон Баттон, проїхавши коло за 2:01.813. Шумахер, Ріккіардо, Ліуцці, Д'Амброзіо не подолали рубіж в 107% від часу лідера, разом з ними у другу сесію не пройшли Глок, Труллі та ді Реста.
До початку другої сесії дощ припинився. Гонщики виїхали на проміжній гумі. На виході з повороту О Руж Адріан Сутіл допустився помилки — широко виїхав, зачепив поребрик, втратив контроль і врізався в захисний бар'єр, в результаті сесія була зупинена червоними прапорами. Передня і задня частини VJM04 виявилися пошкодженими. Евакуація боліду та збір уламків зайняли трохи більше п'яти хвилин.
На спуску до О Руж відбувся контакт між болідами Льюїса Гамільтона та Пастора Мальдонадо, машина Пастора залишилась на трасі, а Льюїсу довелося замінити носовий обтікач. Протокол очолив Фернандо Алонсо — 2:02.768, до фіналу не пройшли Буемі, Кобаясі, Баттон, Барікелло, Сутіл, Мальдонадо і Ковалайнен. Вже в першій кваліфікації за кермом команди «Рено» Бруно Сенна потрапив у фінальну десятку.
У фінальній сесії гонщики виїхали на сліках. Протокол очолив Себастьян Феттель — 1:48.298, здобувши дев'ятий поул в цьому сезоні.
Після закінчення кваліфікації стюарди Гран-прі Бельгії врахували результати гонщиків у інших сесіях вік-енду і вирішили допустити до старту Міхаеля Шумахера, Даніеля Ріккіардо, Вітантоніо Ліуцці і Жерома Д'Амброзіо, які не пройшли в 107% від часу лідера за підсумками першої кваліфікаційної сесії. Також вони розглянули обставини інциденту між Гамільтоном та Мальдонадо і вирішили оштрафувати Пастора втратою п'яти місць на старті, а Льюїсу винесли офіційне попередження.

## Класифікація

### Кваліфікація
| Поз            | №  | Пілот             | Конструктор          | Частина 1 | Частина 2 | Частина 3 | Старт |
| -------------- | -- | ----------------- | -------------------- | --------- | --------- | --------- | ----- |
| 1              | 1  | Себастьян Феттель | Red Bull-Renault     | 2:03.029  | 2:03.317  | 1:48.298  | 1     |
| 2              | 3  | Льюїс Гамільтон   | McLaren-Mercedes     | 2:03.008  | 2:02.823  | 1:48.730  | 2     |
| 3              | 2  | Марк Веббер       | Red Bull-Renault     | 2:02.827  | 2:03.302  | 1:49.376  | 3     |
| 4              | 6  | Феліпе Масса      | Ferrari              | 2:05.834  | 2:04.507  | 1:50.256  | 4     |
| 5              | 8  | Ніко Росберг      | Mercedes             | 2:05.091  | 2:03.723  | 1:50.552  | 5     |
| 6              | 19 | Хайме Альгерсуарі | Toro Rosso-Ferrari   | 2:05.419  | 2:04.561  | 1:50.773  | 6     |
| 7              | 9  | Бруно Сенна       | Renault              | 2:05.047  | 2:04.452  | 1:51.121  | 7     |
| 8              | 5  | Фернандо Алонсо   | Ferrari              | 2:04.450  | 2:02.768  | 1:51.251  | 8     |
| 9              | 17 | Серхіо Перес      | Sauber-Ferrari       | 2:06.284  | 2:04.625  | 1:51.374  | 9     |
| 10             | 10 | Віталій Петров    | Renault              | 2:05.292  | 2:03.466  | 1:52.303  | 10    |
| 11             | 18 | Себастьєн Буемі   | Toro Rosso-Ferrari   | 2:04.744  | 2:04.692  |           | 11    |
| 12             | 16 | Камуї Кобаясі     | Sauber-Ferrari       | 2:07.194  | 2:04.757  |           | 12    |
| 13             | 4  | Дженсон Баттон    | McLaren-Mercedes     | 2:01.813  | 2:05.150  |           | 13    |
| 14             | 11 | Рубенс Барікелло  | Williams-Cosworth    | 2:05.720  | 2:07.349  |           | 14    |
| 15             | 14 | Адріан Сутіл      | Force India-Mercedes | 2:06.000  | 2:07.777  |           | 15    |
| 16             | 12 | Пастор Мальдонадо | Williams-Cosworth    | 2:05.621  | 2:08.106  |           | 211   |
| 17             | 20 | Хейккі Ковалайнен | Lotus-Renault        | 2:06.780  | 2:08.354  |           | 16    |
| 18             | 15 | Пол ді Реста      | Force India-Mercedes | 2:07.758  |           |           | 17    |
| 19             | 21 | Ярно Труллі       | Lotus-Renault        | 2:08.773  |           |           | 18    |
| 20             | 24 | Тімо Глок         | Virgin-Cosworth      | 2:09.566  |           |           | 19    |
| 107%: 2:10.339 |    |                   |                      |           |           |           |       |
| 21             | 25 | Жером Д'Амброзіо  | Virgin-Cosworth      | 2:11.601  |           |           | 202   |
| 22             | 23 | Вітантоніо Ліуцці | HRT-Cosworth         | 2:11.616  |           |           | 222   |
| 23             | 22 | Даніель Ріккіардо | HRT-Cosworth         | 2:13.077  |           |           | 232   |
| 24             | 7  | Міхаель Шумахер   | Mercedes             | без часу  |           |           | 243   |

1. ↑  — Пастор Мальдонадо оштрафований на 5 позицій через інцидент з Льюїсом Гамільтоном після закінчення другого сегмента кваліфікації.[7]
2. ↑  — Допущені до гонки за рішенням стюардів.[8]
3. ↑  — Міхаель Шумахер був допущений до гонки, оскільки під час вільних заїздів показував час, що потрапляв у 107% від часу лідера.[8]

### Перегони
| Поз  | №  | Пілот             | Конструктор          | Кола | Час/Схід    | Старт | Очки |
| ---- | -- | ----------------- | -------------------- | ---- | ----------- | ----- | ---- |
| 1    | 1  | Себастьян Феттель | Red Bull-Renault     | 44   | 1:26:44.893 | 1     | 25   |
| 2    | 2  | Марк Веббер       | Red Bull-Renault     | 44   | +3.741      | 3     | 18   |
| 3    | 4  | Дженсон Баттон    | McLaren-Mercedes     | 44   | +9.669      | 13    | 15   |
| 4    | 5  | Фернандо Алонсо   | Ferrari              | 44   | +13.022     | 8     | 12   |
| 5    | 7  | Міхаель Шумахер   | Mercedes             | 44   | +47.464     | 24    | 10   |
| 6    | 8  | Ніко Росберг      | Mercedes             | 44   | +48.674     | 5     | 8    |
| 7    | 14 | Адріан Сутіл      | Force India-Mercedes | 44   | +59.713     | 15    | 6    |
| 8    | 6  | Феліпе Масса      | Ferrari              | 44   | +1:06.706   | 4     | 4    |
| 9    | 10 | Віталій Петров    | Renault              | 44   | +1:11.917   | 10    | 2    |
| 10   | 12 | Пастор Мальдонадо | Williams-Cosworth    | 44   | +1:17.615   | 21    | 1    |
| 11   | 15 | Пол ді Реста      | Force India-Mercedes | 44   | +1:23.994   | 17    |      |
| 12   | 16 | Камуї Кобаясі     | Sauber-Ferrari       | 44   | +1:31.976   | 12    |      |
| 13   | 9  | Бруно Сенна       | Renault              | 44   | +1:32.985   | 7     |      |
| 14   | 21 | Ярно Труллі       | Lotus-Renault        | 43   | +1 коло     | 18    |      |
| 15   | 20 | Хейккі Ковалайнен | Lotus-Renault        | 43   | +1 коло     | 16    |      |
| 16   | 11 | Рубенс Барікелло  | Williams-Cosworth    | 43   | +1 коло     | 14    |      |
| 17   | 25 | Жером Д'Амброзіо  | Virgin-Cosworth      | 43   | +1 коло     | 20    |      |
| 18   | 24 | Тімо Глок         | Virgin-Cosworth      | 43   | +1 коло     | 19    |      |
| 19   | 23 | Вітантоніо Ліуцці | HRT-Cosworth         | 43   | +1 коло     | 22    |      |
| Схід | 17 | Серхіо Перес      | Sauber-Ferrari       | 27   |             | 9     |      |
| Схід | 22 | Даніель Ріккіардо | HRT-Cosworth         | 13   |             | 23    |      |
| Схід | 3  | Льюїс Гамільтон   | McLaren-Mercedes     | 12   | Аварія      | 2     |      |
| Схід | 18 | Себастьєн Буемі   | Toro Rosso-Ferrari   | 6    | Аварія      | 11    |      |
| Схід | 19 | Хайме Альгерсуарі | Toro Rosso-Ferrari   | 0    | Аварія      | 6     |      |

## Положення в чемпіонаті після Гран-прі
| Поз | Пілот             | Очки |
| --- | ----------------- | ---- |
| 1   | Себастьян Феттель | 259  |
| 2   | Марк Веббер       | 167  |
| 3   | Фернандо Алонсо   | 157  |
| 4   | Дженсон Баттон    | 149  |
| 5   | Льюїс Гамільтон   | 146  |

| Поз | Конструктор      | Очки |
| --- | ---------------- | ---- |
| 1   | Red Bull-Renault | 426  |
| 2   | McLaren-Mercedes | 295  |
| 3   | Ferrari          | 231  |
| 4   | Mercedes         | 98   |
| 5   | Renault          | 68   |

- Примітка: Тільки 5 позицій включені в обидві таблиці.